# Jordan Garnier
Pour les articles homonymes, voir Garnier.
Pas d'image ? Cliquez ici

a Compétitions nationales et continentales officielles uniquement.

b Matchs officiels uniquement.
Dernière mise à jour le 13 novembre 2012.
Jordan Garnier, né le 1er mai 1982 à Martigues, est un joueur de rugby à XV français qui évolue au poste de demi d'ouverture ou d'arrière au sein de l'effectif du FC Grenoble entre 2002 et 2009, avant de rejoindre le club Pays d'Aix RC où il finit sa carrière professionnelle.
Il joue ensuite à RC Châteaurenard de 2011 à 2013 en Fédérale 1, pour terminer sa carrière avec le club de CO Berre XV en Fédérale 3.
Il est également International de rugby à sept à plusieurs reprises.